# Vue 6
« Vue 6 » est une déclinaison de logiciels, édités par E-On Software en 2007, dédiés entre autres à la création et au rendu de paysages (réalistes ou non, voir générateur de paysage), ainsi qu'à l'animation d'objets. Les logiciels de la gamme disposent des outils nécessaires à la création d'un paysage (plan d'eau, éditeur d'atmosphères et de ciel, terrains...), à la création de forme géométriques parfaites (cônes, cubes, sphères, pyramides...) pouvant être associées entre elles par des opérations booléennes, à l'importation d'objets tridimensionnels ou de modèles Poser, à la création et l'édition de textures. La gamme « Vue 6 » se subdivise en cinq produits.

## GammeVue 6

### Vue 6 Easel
Version destinée aux débutants et aux nouveaux venus dans le monde de la 3D. Elle dispose d'un éditeur de texture basique et des outils principaux pour créer un paysage.

### Vue 6 Esprit
Version destinée aux utilisateurs avertis, elle reprend les fonctions de Easel avec en plus la possibilité de créer des terrains procéduraux, dont la forme peut être programmée par une fonction mathématique (possibilité de créer des terrains virtuellement infinis), un éditeur de matières avancé, et la possibilité de créer des Metaclouds (nuages éditables). Jusqu'à 5 modules supplémentaires peuvent être achetés pour améliorer le logiciel (voir ci-dessous).

### Vue 6 Pro Studio
Vue 6 Esprit plus les 5 modules complémentaires : 

#### Lightune
Permet un contrôle et une édition avancés des sources de lumières.

#### Deep Access
Permet une accessibilité et un contrôle approfondis des paramètres, notamment des textures (soit plusieurs objets utilisant la même texture : les textures de chacun des objets peuvent être modifiées simultanément via Deep Access).

#### Hyper Vue
Permet de gérer la distribution du calcul d'une image ou d'une animation sur plusieurs ordinateurs, via un réseau local.

#### Botanica
Permet d'éditer les plantes et de sauvegarder les modifications effectuées pour créer de nouvelles variétés de plantes.

#### EcoSystem
Permet de peupler rapidement un objet ou un espace avec d'autres objets (peupler un terrain avec des arbres par exemple).

### Vue 6 Infinite
Version destinée aux utilisateurs expérimentés ou aux professionnels. Permet notamment de peindre un écosystème, en contrôlant la position des instances.

### Vue 6 Xstream
Version destinée aux utilisateurs expérimentés ou aux professionnels. Possède des modules pour échanger les informations et objets de Vue 6 avec d'autres logiciels de 3D parmi les plus connus (3D Studio Max, Cinema 4D, Lightwave, Maya, entre autres).

## La gamme Vue 6 dans l'industrie cinématographique
« Vue 6 Infinite » a été utilisé dans les projets suivants :
- Par Industrial Light and Magic, pour le film Pirates des Caraïbes II : Le secret du coffre maudit.
- Par Industrial Light and Magic, pour le film Les Chroniques de Spiderwick.
- Par ABC Colorstudio, pour une campagne publicitaire pour un véhicule tout-terrain, Discover Planet.

« Vue 6 XStream » a été utilisé dans les projets suivants :
- Par Adam Walker Film, pour le court-métrage Sam & Piccolo.

## Au-delà de Vue 6
Les produits « Vue 7 Infinite » et « Vue 7 XStream » ont été dévoilés par l'éditeur le 5 août 2008, pour être présentés au SIGGRAPH 2008, les 12, 13 et 14 août 2008, à Los Angeles.